# プッジ・マジョー
プッジ・マジョー（カタルーニャ語: Puig Major: カタルーニャ語発音: [ˈpudʒ məˈʒo]）は、スペイン・バレアレス諸島州（バレアレス諸島・マヨルカ島）にある山。標高は1445メートル。

## 特徴
プッジ・マジョーの標高は1445メートルであり、マヨルカ島でもっとも標高の高い山である。マヨルカ島の西部を南北に走るトラムンタナ山脈に含まれる。山頂を含む山域は軍用地となっており、民間人が到達できるマヨルカ島の最高地点は1364メートルのプッジ・マッサネーリャである。山域は「トラムンタナ山脈の文化的景観」として世界遺産に含まれている。

## ギャラリー

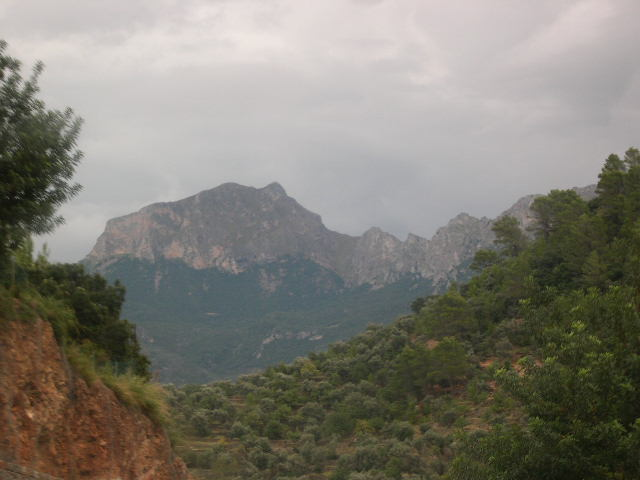
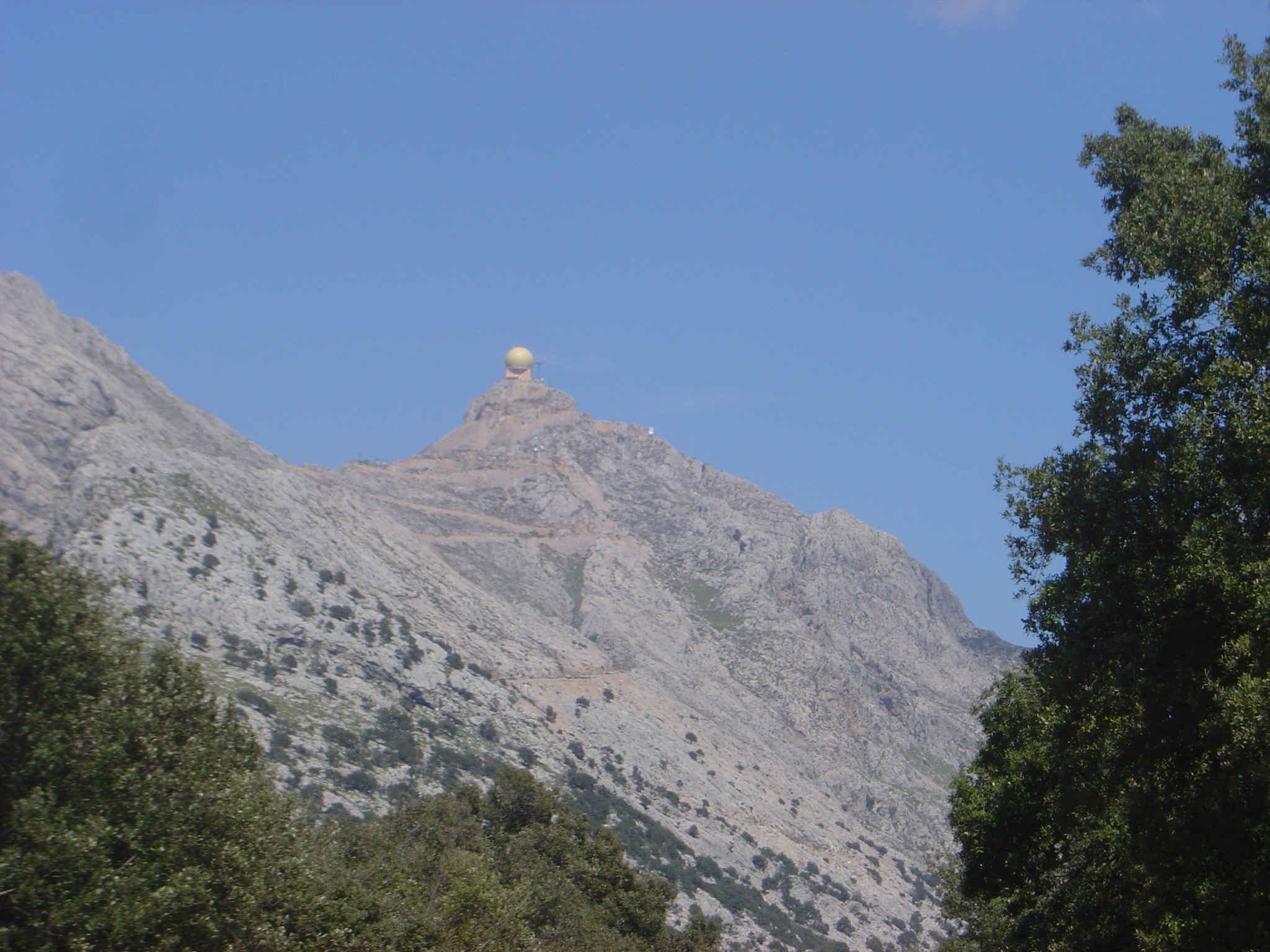
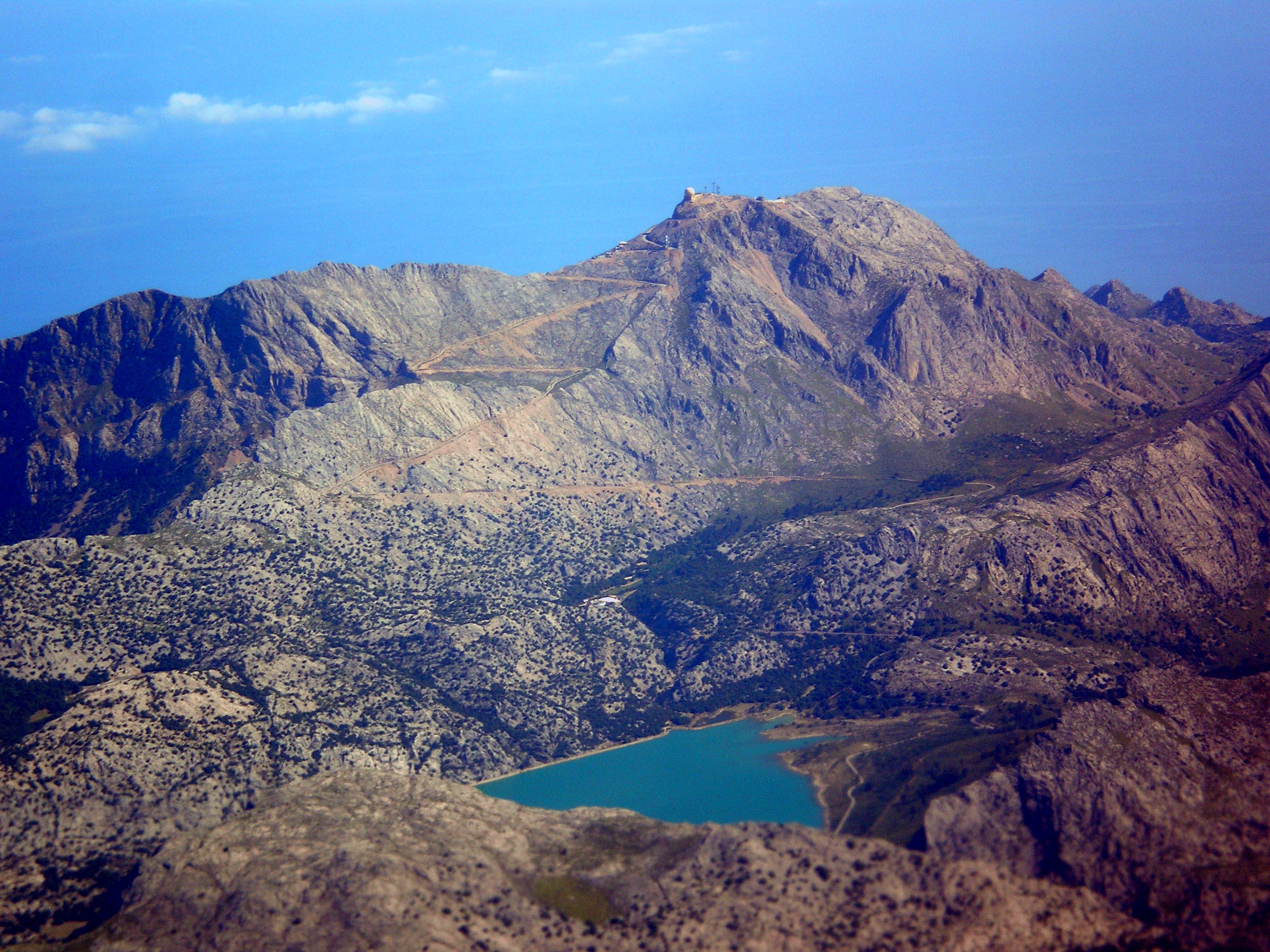
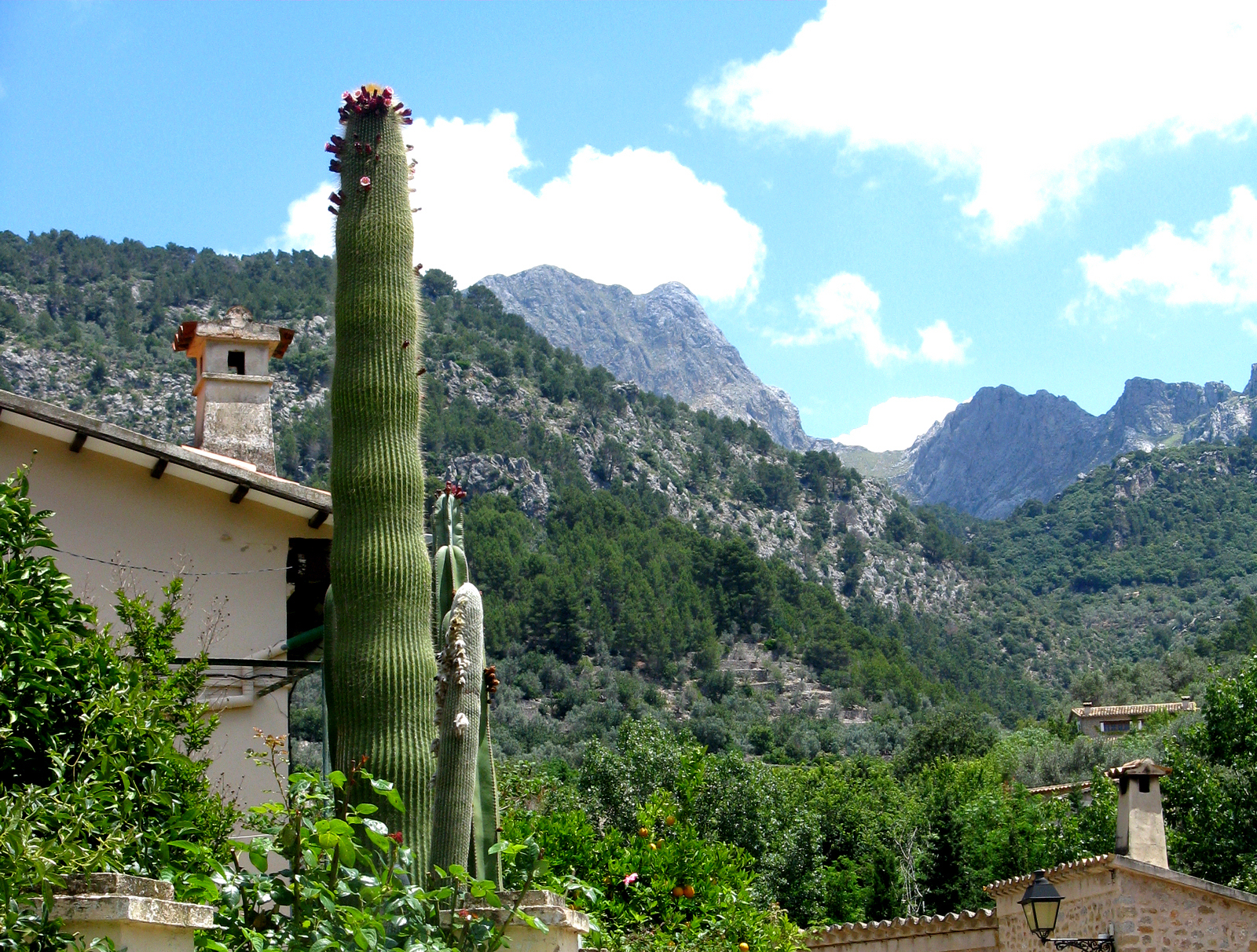